# Anello di Einstein

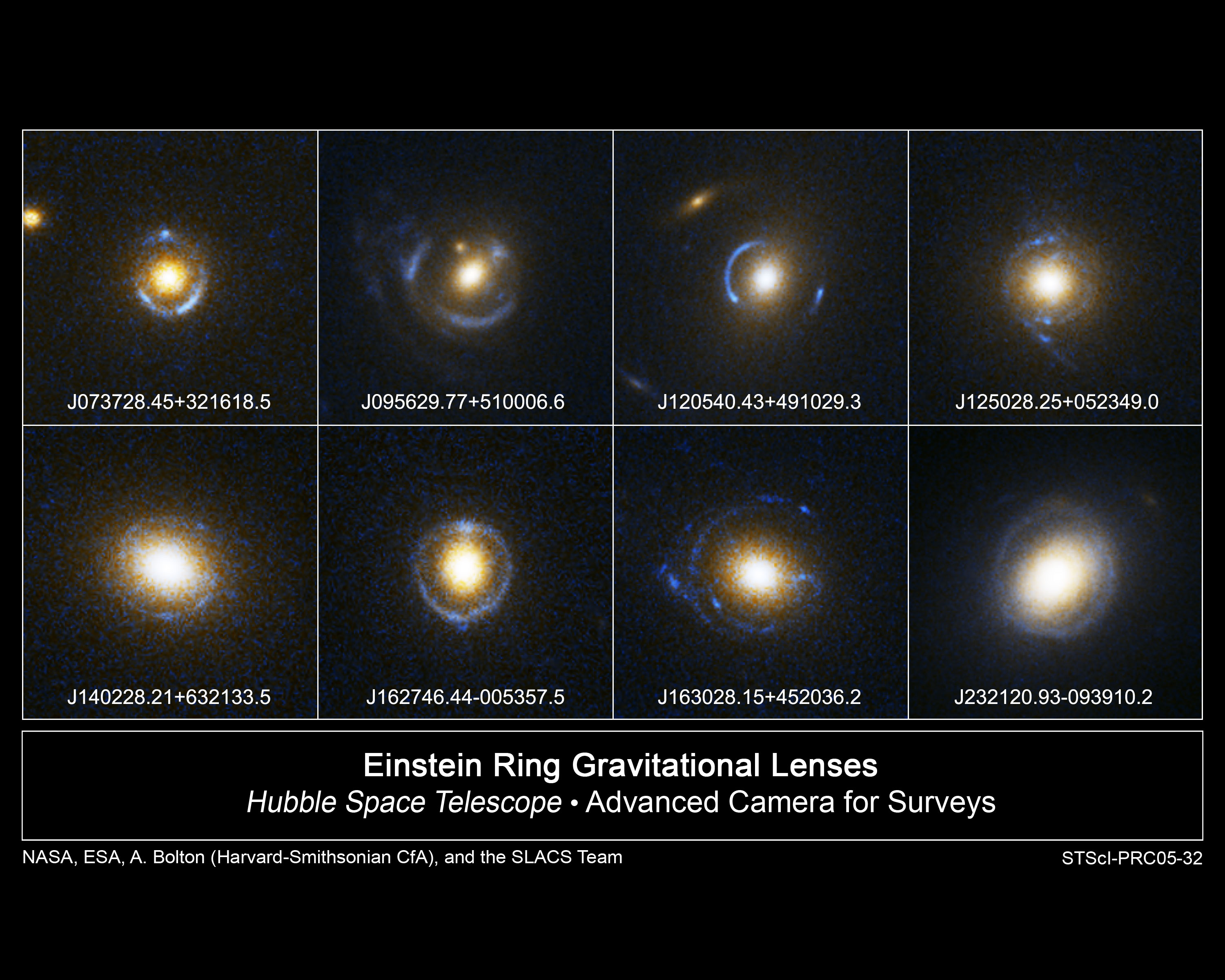
Alcuni anelli di Einstein osservati

In astronomia, un anello di Einstein è la deformazione anulare della luce proveniente da una sorgente (come una galassia o una stella), che assume la forma di un anello a causa dell'effetto lente gravitazionale sulla luce della sorgente, provocato da un oggetto con una massa estremamente grande (come un'altra galassia o un buco nero). Il fenomeno si verifica quando la sorgente, la lente e l'osservatore sono allineati. 
Il primo anello di Einstein completo, chiamato B1938+666, è stato scoperto nel 1998 dalla collaborazione di un team di astronomi dell'Università di Manchester (utilizzando i dati della rete di radiotelescopi interferometrici MERLIN) e dal telescopio Hubble.

## Introduzione
Le lenti gravitazionali sono previste dalla teoria della relatività di Einstein. Invece che viaggiare in linea retta (in tre dimensioni) la luce proveniente da una sorgente è curvata dalla presenza di un corpo massiccio che distorce lo spaziotempo. Un anello di Einstein è un caso particolare di lente gravitazionale causato dall'esatto allineamento della sorgente, della lente e dell'osservatore. Il risultato è una perfetta simmetria intorno alla lente, che risulta in una struttura simile ad un anello.

Geometria di una lente gravitazionale

La dimensione di un anello di Einstein è data dal raggio di Einstein. In radianti è
{\displaystyle \theta _{E}={\sqrt {{\frac {4GM}{c^{2}}}\;{\frac {d_{LS}}{d_{L}d_{S}}}}},}
dove
{\displaystyle G} è la costante gravitazionale,
{\displaystyle M} è la massa della lente,
{\displaystyle c} è la velocità della luce,
{\displaystyle d_{L}} è la distanza di diametro angolare dalla lente,
{\displaystyle d_{S}} è la distanza di diametro angolare dalla sorgente, e
{\displaystyle d_{LS}} è la distanza di diametro angolare tra la lente e la sorgente.
Da notare che in cosmologia {\displaystyle d_{LS}\neq d_{S}-d_{L}} in generale.

## Storia
La curvatura della luce a causa di un corpo massiccio era stata predetta da Einstein nel 1912, pochi anni prima della pubblicazione della teoria della relatività generale nel 1916. L'anello fu menzionato la prima volta in una rivista accademica da Orest Chwolson nel 1924. Einstein ribadì questo concetto nel 1936 in una pubblicazione, spinto da una lettera di un ingegnere ceco, R.W.Mandl, ma affermò:
(Science vol 84 p 506 1936)
In questa affermazione β è il raggio di Einstein, qui indicato con {\displaystyle \theta _{E}}. Comunque Einstein considerava solo la possibilità di osservare un anello prodotto da una stella, che è bassa; mentre la possibilità di osservare quelli prodotti da lenti gravitazionali più grandi come galassie o buchi neri è maggiore poiché la dimensione angolare dell'anello di Einstein aumenta con la massa della lente gravitazionale.

## Anelli di Einstein noti
Centinaia di lenti gravitazionali sono attualmente note. Circa mezza dozzina di queste sono anelli di Einstein parziali con diametri fino ad un arcosecondo, sebbene si possa avere un perfetto anello di Einstein anche se la distribuzione delle masse della lente non è perfettamente assialsimmetrica o la sorgente, la lente e l'osservatore non sono perfettamente allineati. La maggior parte degli anelli sono stati scoperti nello spettro radio.
Il primo anello di Einstein è stato scoperto nel 1998 osservando la sorgente radio MG1131+0456 grazie al Very Large Array. Il primo anello completo ad essere scoperto è stato B1938+666 che fu scoperto nel 1998  grazie ad una ricerca fatta con il telescopio Hubble di una lente gravitazionale rilevata con il radiotelescopio MERLIN.
| Nome           | Posizione (AR, dec)                  | Raggio | Lunghezza arco | Ottico/Radio | Scoperta       |
| -------------- | ------------------------------------ | ------ | -------------- | ------------ | -------------- |
| FOR J0332-3557 | 03h:32m:59s:94, -35°57'51".7, J2000  | 1".48  | Parziale, 260° | Radio        | Cabanac (2005) |
| SDSSJ0946+1006 | 09h 46m 56.s68, +10° 06' 52."6 J2000 |        |                | Ottico       | Gavazzi (2008) |
| MG1131 + 0456  |                                      |        |                |              |                |

## Anelli extra

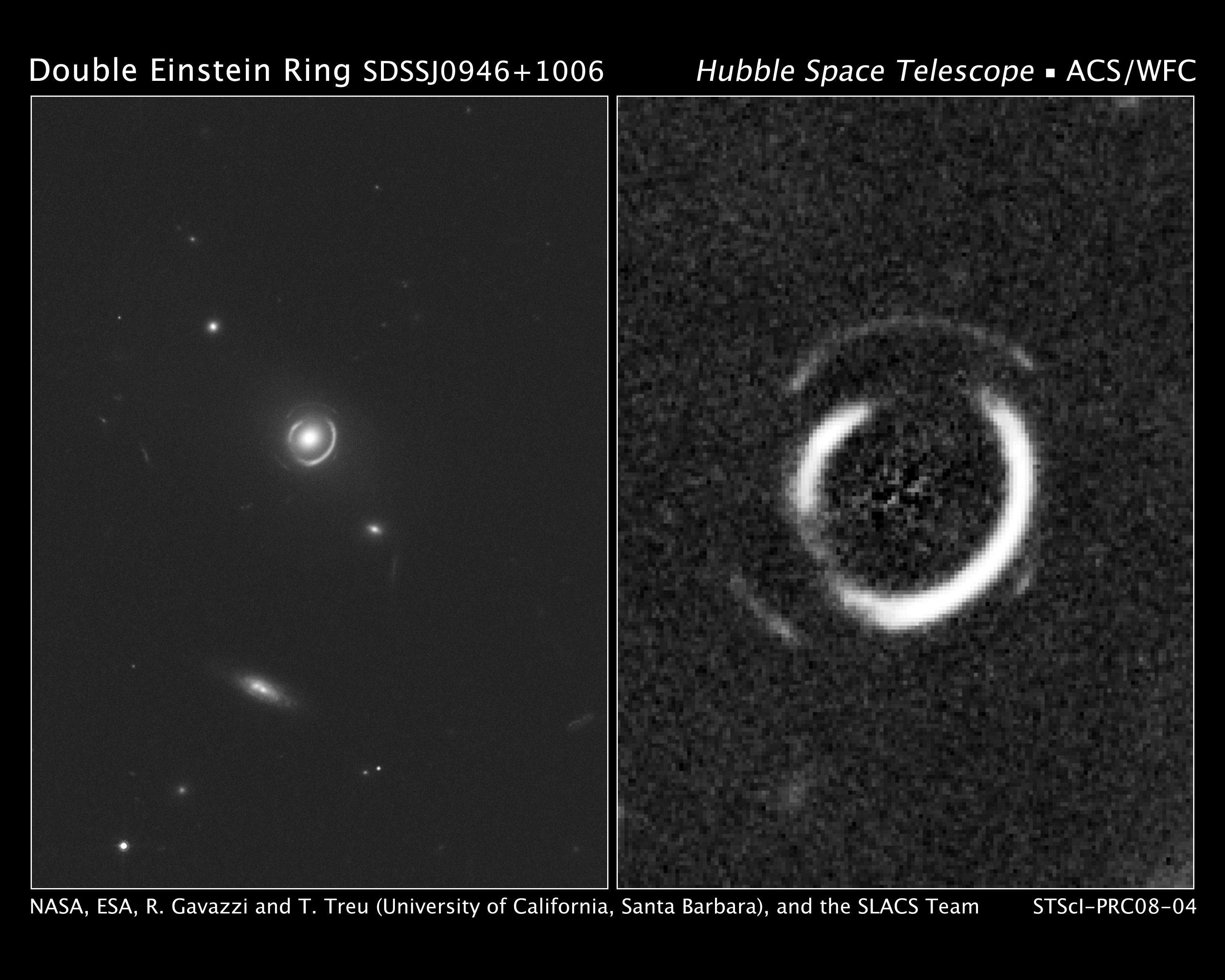
SDSSJ0946+1006 è un anello di Einstein doppio. Telescopio Spaziale Hubble/NASA/ESA

Grazie al telescopio Hubble, un anello doppio è stato scoperto da Raphael Gavazzi dello Space Telescope Science Institute e Tommaso Treu dell'Università della California. Questo è generato dalla luce proveniente da tre galassie distanti 3, 6 e 11 miliardi di anni luce. Questi anelli aiutano a comprendere la distribuzione della materia oscura, dell'energia oscura, la natura delle galassie lontane e la curvatura dell'universo. La probabilità di trovare un anello doppio è 1 su 10.000. La classificazione di 50 doppi anelli fornirebbe agli astronomi una più accurata misura del contenuto di materia oscura nell'universo e l'equazione di stato dell'energia oscura entro una precisione del 10 percento.

### Una simulazione

Anello di Einstein vicino ad un buco nero

Sulla destra è visibile una simulazione che raffigura una zoomata su un buco nero di Schwarzschild davanti alla Via Lattea. Il primo anello di Einstein corrisponde alla regione più distorta dell'immagine ed è chiaramente raffigurato dal disco galattico. Lo zoom rivela poi una serie di 4 anelli extra, sempre più sottili e vicini al buco nero. Questi sono chiaramente visibili attraverso le immagini multiple del disco galattico. Gli anelli dispari corrispondono ai punti che sono dietro al buco nero (dalla posizione dell'osservatore), e corrispondono qui alla regione giallo brillante del disco galattico (vicino al centro galattico), mentre gli anelli pari corrispondono a immagini di oggetti che sono dietro l'osservatore, che appaiono più blu poiché la corrispondente parte del disco galattico è qui più sottile e quindi meno brillante.